# Francesco Casartelli
Francesco Casartelli (Como, 15 luglio 1899 – 1991) è stato un calciatore e allenatore di calcio italiano, di ruolo difensore.
Non ha niente a che fare con Bruno Casartelli che ha giocato al Como negli anni in cui lui era all'Esperia oppure al Como mentre lui era all'Inter.

## Carriera
Vanta 58 partite in Serie A con l'Inter, con cui debuttò nel pareggio casalingo in campionato contro il Modena per 1-1 il 23 dicembre 1923 e da cui si congedò nella vittoria casalinga in campionato per 2-1, ancora contro il Modena, il 4 luglio 1926.
Terminata l'esperienza milanese, si accasò nel 1926 alla Comense, squadra della sua città natale, con la quale mise a segno 8 presenze e due reti in Prima Divisione.